# ブレットハイムの男たち

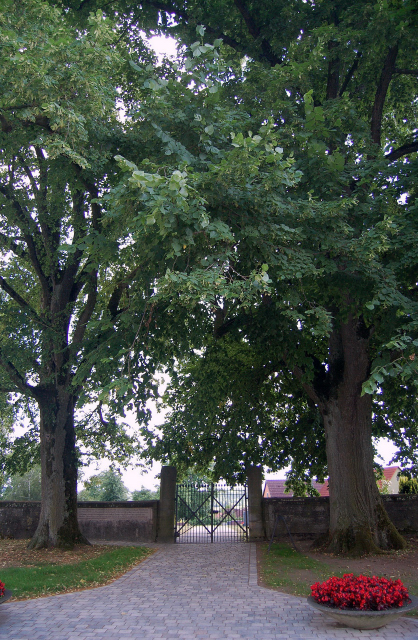
墓地入口の菩薩樹。絞首刑が執行された場所

ブレットハイムの男たち（ブレットハイムのおとこたち、ドイツ語: Männer von Brettheim）とは、第二次世界大戦末期の1945年、ヒトラーユーゲント団員を武装解除させたとして絞首刑に処された北ヴュルテンベルクのブレットハイムの3人の住人に与えられた呼び名である。ブレットハイムの市庁舎には事件の記念碑があり、親衛隊（SS）による3人の処刑の様子が書かれている。

## 経緯

### ブレットハイムの状況
1945年4月7日朝、ブレットハイムにはロート・アム・ゼーからクライルスハイムへと進軍する6キロ先のアメリカ陸軍の戦車隊のエンジン音が既に聞こえていた。住民たちはすぐに降伏し、町の破壊を避けるべきだと考えていた。また、戦力を減じたドイツ国防軍部隊は一帯を防衛することが不可能と判断して撤退していた。しかし、SSは住民に対戦車防壁を設置して町の防御を固めるよう要求した。守備強化の一環として、パンツァーファウスト、手榴弾、小銃で武装したヒトラーユーゲント団員4人がブレットハイムに派遣された。

### ヒトラーユーゲント団員の武装解除と軍法会議
農夫フリードリヒ・ハンゼルマン（Friedrich Hanselmann）を始めとする一部の住民らは、無駄な抵抗を行わせないために、ヒトラーユーゲント団員（いずれも15歳だった）から武器を取り上げて池に投げ捨て、彼らを追い払った。団員らは上層部にこれを報告し、その日の夕方には住民のうち男全員が役場に呼び出されて尋問を受けることとなった。フリードリヒ・ゴットシャルク（Friedrich Gottschalk）という親衛隊少佐による脅迫や侮辱を交えた尋問の末、ハンゼルマンは他の住民を守るため、自分が首謀者であると名乗り出た。
まもなくして軍法会議が設置され、ゴットシャルクは軍の士気を低下させたとしてハンゼルマンに死刑判決を下した。しかし、軍法会議における2人の判事、すなわち町長レオンハルト・ガックシュテッター（Leonhard Gackstatter）と、地元のNSDAP党幹部を務めていた教師レオンハルト・ヴォルフマイヤー（Leonhard Wolfmeyer）は、共に死刑執行令状への署名を拒否した。これを受け、ハンゼルマンは4月9日にローテンブルクにて改めて軍法会議に掛けられた。彼は最初の軍法会議と同様、他の関係者の名前や居場所を明かさなかったため、それ以上の審議は行われずに死刑が宣告された。判事を務めたドイツ国防軍の将校らも署名を行い、判決は確定した。
翌日、ガックシュテッターとヴォルフマイヤーも、ハンゼルマンをかばったことが軍の士気低下に繋がるとして、シリングスフュルスト城にて死刑判決を受けた。ヴォルフマイヤーが助命嘆願を行うと、判事として出席していたマックス・ジモン武装SS中将は激怒し、絞首刑による死刑を改めて命じた。

### 死刑執行
1945年4月10日、ブレットハイムの墓地の入口にある菩薩樹の枝に、絞首台として使うための梁が設置された。
住民には死刑判決について何も伝えられていなかった。吊るされたハンゼルマンの首には、「私は裏切者のハンゼルマン」（Ich bin der Verräter Hanselmann）と書かれた板が掛けられ、ガックシュテッターとヴォルフマイヤーの首には「私は裏切者を守るために彼の前に立ちました」（Ich habe mich schützend vor den Verräter gestellt）と書かれた板が掛けられていた。死体の移動は禁じられ、違反者が出ればさらに10人を絞首刑に処すると伝えられた。4日目の夜になってから、ようやく死体を降ろすことが許され、名を隠したまま秘密裏に埋葬された。

### 町の破壊
4月17日、ブレットハイムにアメリカ軍が到達した。この際、アメリカ軍は住民に降伏を呼びかけていたものの、白旗を掲げる勇気のある者は1人もなかった。SSはブレットハイムが「ドイツ防衛の要である」と宣言し、アメリカ軍の戦車に発砲した。こうして戦闘が始まり、焼夷弾や破片爆弾による攻撃によって町が破壊された。戦闘によって17人が死亡し、家屋の85%が破壊された。

## 戦後の法的再評価
「ブレットハイムの男たち」事件の法的な再評価は1948年に始まり、12年後の1960年まで続いた。司法当局には依然として元NSDAP党員が多かったこともあり、この事件に関連した訴えは何度も却下され、被告もほとんどが無罪になった。このことは国民およびメディアからの反発を招いた。とりわけ、1927年からのNSDAP党員だったアンドレアス・シュミット（Andreas Schmidt）がアンスバッハ地方裁長官に指名されたことは批判の的となった。
事件に関連し、アンスバッハとニュルンベルク＝フュルトの地方裁に合計3件の刑事訴訟が提起されており、最初の2件については連邦最高裁が判決を覆している。被告となったマックス・ジモン元SS中将とエルンスト・オットー（Ernst Otto）は、3件の刑事裁判全てで証拠不十分を理由に無罪となった。ゴットシャルク元SS少佐も、2件で証拠不十分のため無罪となった。ハンゼルマンの殺害に関して、ゴットシャルクは情状酌量により過失致死について懲役3年6ヶ月の判決を受けた。また、ハンゼルマンに対する軍法会議の判決が、審議前から既に作成されていたことが証明された。裁判所ではこれを「見せかけの手続きによる意図的な司法の歪曲」と評した。
被害者およびその遺族が法的な救済を受けることはなかった。第一審では、裁判官と弁護士が共に被害者遺族やブレットハイム住民を侮辱した。

### 裁判以前
| 日付           | 機関               | 手続き                                                                          |
| -------------- | ------------------ | ------------------------------------------------------------------------------- |
| 1948年夏       | アンスバッハ検察   | 捜査に着手                                                                      |
| 1951年5月15日  | アンスバッハ地方裁 | 本審理開始拒否                                                                  |
| 1951年12月7日  | バイエルン州最高裁 | 本審理開始指示                                                                  |
| 1954年3月5日   | アンスバッハ地方裁 | 本審理開始。ジモン元SS中将の病気に加えて恩赦法成立を待つため1年以上延期された。 |
| 1954年10月15日 | アンスバッハ地方裁 | 本審理中止                                                                      |
| 1955年5月4日   | バイエルン州最高裁 | 本審理中止の撤回を指示                                                          |

### 刑事裁判
| 日付           | 機関                           | 判決                                                                         |
| -------------- | ------------------------------ | ---------------------------------------------------------------------------- |
| 1955年10月19日 | アンスバッハ地方裁             | 証拠不十分により無罪判決                                                     |
| 1956年12月7日  | 連邦最高裁                     | アンスバッハ地方裁の判決を破棄し、ニュルンベルク＝フュルトの陪審裁判所に付託 |
| 1958年4月23日  | ニュルンベルク＝フュルト地方裁 | 証拠不十分により無罪判決                                                     |
| 1959年6月30日  | 連邦最高裁                     | ニュルンベルク＝フュルト地方裁の判決を破棄し、アンスバッハの陪審裁判所に付託 |
| 1960年7月23日  | アンスバッハ地方裁             | 証拠不十分により無罪判決                                                     |

### 最終判決
アンスバッハ地方裁の判決に対する検察側の控訴は1960年末に連邦最高裁によって棄却された。ジモン元SS中将はその後まもなく1961年2月1日に死去した。

## 記念

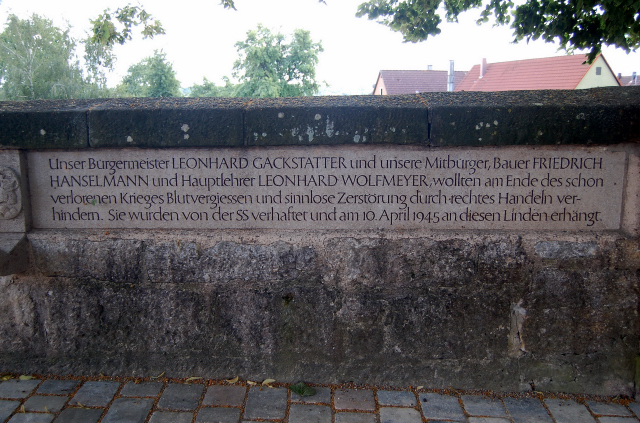
墓地入口にある記念碑

1992年5月8日、「ブレットハイムの男たち」の記念碑が設置された。これは、バーデン・ヴュルテンベルク州政治教育センターの取り組みと、ブレットハイムの元町長フリードリヒ・ブラウン（Friedrich Braun）および支援団体の協力によるものである。また、役場内には事件に関する展示室も設けられた。第2展示室には、戦争中のナチス・ドイツが行った若者の教育に関する情報が展示されている。
毎年4月10日、「ブレットハイムの男たち」が殺害された時刻になると、墓地入口の菩薩樹の元で追悼式が行われる。
2020年にSWRが制作したドキュメンタリー番組『Unbekannte Helden – Widerstand im Südwesten』では、3人の抵抗とSSの活動が町に与えた影響について触れられた。

## 関連文献
- Förderverein Erinnerungsstätte Die Männer von Brettheim: Die Männer von Brettheim. Forum Stadt Verlag, 2019, ISBN 978-3-9820823-0-1.[22]
- LG Ansbach, 19. Oktober 1955. In: Justiz und NS-Verbrechen. Sammlung deutscher Strafurteile wegen nationalsozialistischer Tötungsverbrechen 1945–1966. Bd. XIII, bearbeitet von Irene Sagel-Grande, H. H. Fuchs, C. F. Rüter. Amsterdam : University Press, 1975, Nr. 421, S. 359–404 Verfahrensgegenstand: Standgerichtliches Todesurteil gegen einen Volkssturmmann (wegen Fahnenflucht und Feigheit vor dem Feind), gegen einen Zivilisten (wegen Entwaffnung von 4 Hitlerjungen und Beseitigung ihrer Waffen) sowie gegen den Bürgermeister und den NSDAP-Ortsgruppenleiter von Brettheim, die sich geweigert hatten, das letztere Todesurteil zu unterschreiben. Alle Urteile wurden durch Erschiessen bzw. Erhängen vollstreckt
- Hans Schultheiß: Die Tragödie von Brettheim. Silberburg-Verlag, Tübingen 2002, ISBN 3-87407-522-2.
- Es geschah in Brettheim … Prospekt zur Ausstellung.
- Rotour. Stadtmagazin für Rothenburg o.d. T. und Umgebung. Jan/Feb 2011, S. 74 ff.
- Horst F. Rupp: Brettheim, April 1945. In: Frankenland. Zeitschrift für fränkische Geschichte, Kunst und Kultur. 73. Jg. 2021, Heft 4, S. 236–240, https://www.youtube.com/watch?v=M3ZjO3Z4lt8&t=564s
- LG Ansbach, 23. Juli 1960. In: Justiz und NS-Verbrechen. Sammlung deutscher Strafurteile wegen nationalsozialistischer Tötungsverbrechen 1945–1966. Bd. XVI, bearbeitet von Irene Sagel-Grande, H. H. Fuchs, C. F. Rüter. Amsterdam : University Press, 1976, Nr. 494, S. 491–590 Verfahrensgegenstand: Standgerichtliches Todesurteil gegen einen Zivilisten (wegen Entwaffnung von 4 Hitlerjungen und Beseitigung ihrer Waffen) sowie sodann gegen den Bürgermeister und den NSDAP-Ortsgruppenleiter von Brettheim, die sich geweigert hatten das Todesurteil gegen den Zivilisten zu unterschreiben. Alle Urteile wurden durch Erschiessen bzw. Erhängen vollstreckt